# 財政秘書
財政秘書（Financial secretary），又稱財務秘書、財政幹事、司庫，是掌管一個公營或私營組織的財政事宜的職位。 財政秘書通常是工會內最重要的職位之一。 在市政府或州政府，財政秘書一職由委任或民選產生。